# Janusz Solarz
Janusz Solarz (ur. 13 lutego 1955 w Jurowcach) – polski menedżer branży zdrowotnej, nauczyciel akademicki i urzędnik państwowy, z wykształcenia prawnik, w latach 1997–1999 podsekretarz stanu w Ministerstwie Zdrowia i Opieki Społecznej.

## Życiorys
Z wykształcenia prawnik, ukończył także studia podyplomowe z zarządzania finansami firmy w Akademii Ekonomicznej w Krakowie oraz podyplomowe studium ekonomiki zdrowia na Uniwersytecie Warszawskim. Od 1990 do 1997 kierował Zespołem Opieki Zdrowotnej Nr 1 w Rzeszowie. W latach 1992–1996 współuczestniczył w przygotowywaniu programu pilotażowego przekazywania zadań związanych z ochroną zdrowia samorządom lokalnym.
W rządzie Jerzego Buzka pełnił funkcję podsekretarza stanu w Ministerstwie Zdrowia i Opieki Społecznej, odpowiedzialnego m.in. za reformę systemu ochrony zdrowia. Odwołany z funkcji 25 czerwca 1999. W latach 2001–2017 pozostawał dyrektorem Klinicznego Szpitala Wojewódzkiego nr 2 w Rzeszowie. Za jego kadencji m.in. powstał oddział kardiochirurgiczny, klinika onkohematologii dziecięcej i ośrodek rehabilitacyjny dla dzieci i młodzieży. Został nauczycielem akademickim przedmiotów związanych z zarządzaniem służbą zdrowia na Uniwersytecie Rzeszowskim i w Wyższej Szkole Informatyki i Zarządzania w Rzeszowie (gdzie został członkiem konwentu). W maju 2017 tymczasowo objął fotel dyrektora Wojewódzkiego Ośrodka Medycyny Pracy w Rzeszowie.